# Mesotrichosiphum
Mesotrichosiphum  (лат.) — род тлей из подсемейства Greenideinae (Greenideini). Восточная и Юго-Восточная Азия.

## Описание
Мелкие насекомые, длина около 2 мм.
Ассоциированы с растениями Lithocarpus bennettii, Castanopsis (Castanopsis hainanensis) Premna (Premna odorata). Близок к тлям рода Eutrichosiphum, отличаясь 4-члениковыми усиками.
- Mesotrichosiphum brevisetosum Noordam, 1994[2]
- Mesotrichosiphum pentaiarticulata Zhang & Qiao, 2008[3]
- Mesotrichosiphum uichancoi Calilung[4]